# Katarina Dolgorukova
Katarina Dolgorukova (Jekaterina Aleksejevna Dolgorukova), född 1712, död 1747, var en rysk adelsdam och hovdam, trolovad med tsar Peter II av Ryssland. 
Hon var dotter till den ryske fursten Aleksej Dolgorukov och syskonbarn till furst Vasilij Lukitj Dolgorukov och växte upp med sin bror Ivan i Warszawa. Den 19 november 1729 förlovades hon officiellt med tsaren, fick titeln "Hennes Höghet Brudkejsarinnan" och en bostad i Golovinskijpalatset, men vigseln inträffade aldrig på grund av Peters död 1730. 
Hennes familj försökte vid tsarens död uppsätta henne på tronen efter exempel från Katarina I av Ryssland, men misslyckades, och hon förvisades vid Anna Ivanovnas trontillträde med hela sin familj till Volosjin. Landsflykten upphävdes 1741 av Elisabet I av Ryssland, som utnämnde henne till hovdam. Hon gifte sig 1745 med generallöjtnant greve Bruce.